# Lee Chapman
Lee Roy Chapman (Lincoln, 5 december 1959) is een Engels voormalig betaald voetballer die als aanvaller speelde. Hij scoorde 256 doelpunten gedurende zijn professionele carrière, die duurde van 1978 tot 1996. Chapman veroverde de Engelse landstitel met Leeds United in 1992.

## Biografie
Chapman is een van de meest productieve aanvallers in de geschiedenis van het Engels voetbal, met 256 doelpunten op zijn conto. Hij scoorde 177 doelpunten op het hoogste niveau van het Engels voetbal, de First Division en vanaf 1992 de Premier League.

### Beginjaren
Zijn doorbraak beleefde Chapman als jongeling bij Stoke City, waarvoor hij 34 competitiedoelpunten scoorde uit 99 wedstrijden. In 1982 leverden zijn prestaties hem een transfer naar The Gunners op, maar Chapman stond amper vier keer aan het kanon. Chapman speelde 23 competitiewedstrijden voor Arsenal en verhuisde naar Sunderland. Bij Sunderland wilde het evenals bij Arsenal niet zo goed lukken voor Chapman. Hij scoorde drie doelpunten uit 15 wedstrijden. Buiten Engeland was Chapman enige tijd actief in Frankrijk. Hij kwam daar in 1988 uit voor Chamois Niortais, destijds uitkomend in de Ligue 1. Echter degradeerde de club meteen. Hij scoorde drie competitiedoelpunten in Franse loondienst. Chapman keerde terug naar Engeland en tekende vervolgens bij Nottingham Forest.

### Sheffield Wednesday
In de zomer van 1984 werd hij door Sheffield Wednesday-coach Howard Wilkinson weggeplukt bij Sunderland. Chapman speelde vier seizoenen op Hillsborough. Chapman scoorde 63 competitiedoelpunten voor Sheffield Wednesday van 1984 tot 1988.

### Nottingham Forest en Leeds United
In 1992 werd hij landskampioen met Leeds United én met Howard Wilkinson als coach. Twee jaar eerder steeg hij met Leeds naar de First Division. Men werd dus algauw landskampioen. Wilkinson had hem in januari 1990 gehaald bij Nottingham Forest, waarmee Chapman de League Cup won, in 1989 onder coach Brian Clough. Chapman speelde twee seizoenen bij Forest. Wilkinson had enkele van zijn spelers van Sheffield naar Leeds gehaald, onder wie dus Chapman. Chapman scoorde zestien keer in dat kampioenenjaar, zijn aanvalspartner Rod Wallace scoorde 11 maal. Zijn zestien doelpunten in het kampioenenjaar omvatten twee hattricks; de eerste in een 6−1 overwinning tegen zijn oude club Sheffield Wednesday op 12 januari 1992, de tweede op 14 maart 1992 in een 5–1 thuisoverwinning tegen Wimbledon.
Het seizoen van de vooralsnog laatste Engelse landstitel van Leeds United was het laatste seizoen voor de oprichting van de Premier League.

### West Ham United
In de zomer van 1993 verliet hij Leeds en begon het seizoen 1993/1994 als speler van Portsmouth, maar verhuisde alsnog naar het naar de Premier League gepromoveerde West Ham United. Billy Bonds, die nagenoeg zijn gehele spelerscarrière voor de club uitkwam, was er destijds de coach. Chapman moest er het aanvallende compartiment leiden met Trevor Morley. Hij had op de duur geen basisplaats meer en scoorde zeven keer uit 40 gespeelde Premier League-wedstrijden voor West Ham United.

### Latere carrière
Chapman verliet Boleyn Ground en West Ham United in de winter van 1995 en speelde een half jaar voor Ipswich Town. Ipswich Town degradeerde aan het einde van het seizoen 1994/1995 uit de Premier League. Chapman speelde nog 16 wedstrijden voor Ipswich Town in de Premier League en scoorde één doelpunt. Hij degradeerde niet mee en keerde terug naar Leeds op huurbasis. In 1996 transfereerde hij naar Swansea City uit Wales, waar hij vier keer scoorde uit zeven wedstrijden. Chapman beëindigde zijn loopbaan in 1996 op 36-jarige leeftijd, in de Noorse Tippeligean bij Strømsgodset.

## Erelijst
Nottingham Forest FC
- League Cup

1989
- Full Members Cup

1989
 Leeds United AFC
- Football League Second Division

1990
- Football League First Division

1992
- FA Charity Shield

1992